# Челидзе, Теймураз Степанович
Теймураз Степанович Челидзе (груз. თეიმურაზ სტეფანეს ძე ჭელიძე, 1876 — 23 октября 1937) — грузинский политический деятель. Член Учредительного собрания Грузии (1919—1921).

## Биография

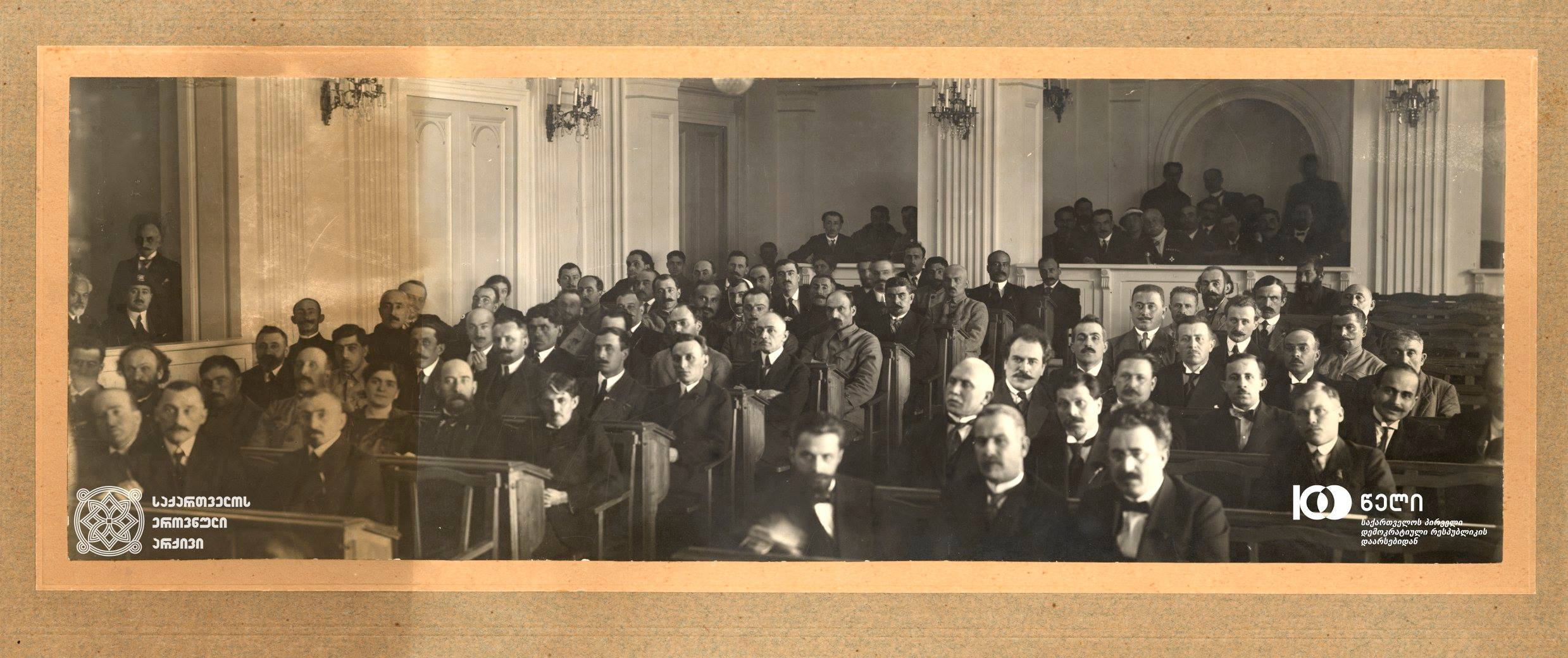
Учредительное собрание Грузии. Челидзе правая сторона, пятый ряд, крайний справа

Член Российской социал-демократической рабочей партии с 1905 года, примыкал к меньшевикам.
В 1905 году — активный участник революционного движения в Рача-Лечхуми.
В 1914 году мобилизован в армию и служил на турецком фронте в 17-м стрелковом полку. В январе 1917 года переведён в 1-й грузинский стрелковый полк, где он прослужил до марта того же года, затем демобилизован.
Избран членом Учредительного собрания Республики Грузия 12 марта 1919 года по списку Социал-демократической партии Грузии; был членом экономической комиссии. В 1921 году, после советизации Грузии, остался в стране, жил в своей родной деревне и участвовал в движении сопротивления. Работал в Кутаиси — был одним из основателей и членом правления кооператива «Виноградники Рачули» в Хванчкаре. В 1921 году был арестован на один месяц в Раче. Арестован во второй раз 17 сентября 1922 года в Чребало за контрреволюционную агитацию в общественном месте. Чтобы защитить свою семью от преследования, был вынужден развестись. В середине 1930-х годов, после ареста, был выслан в Среднюю Азию. Жил в Семипалатинске.
Арестован УНКВД по Восточно-Казахстанской области. 23 октября 1937 года осуждён тройкой при УНКВД ВКО к высшей мере наказания. Расстрелян. Реабилитирован 25 апреля 1989 года.